# Microsoft Office Mobile
Office Mobile es una Suite ofimática creada por Microsoft para Windows Mobile Professional, Classic y estándar y, más adelante, para Chrome OS, iOS y Android. Consta de Word Mobile, Excel Mobile, PowerPoint Mobile, OneNote Mobile y Outlook Mobile. Pretende ser compatible con las versiones de escritorio. Office Mobile originalmente se estrenó como Pocket Office en el sistema operativo Pocket PC 2000 en abril del 2000. Desde entonces se ha actualizado varias veces. La versión de Office Mobile 6.1 fue lanzada el 26 de septiembre de 2007.

## Historia
Office Mobile originalmente se conocía como "Pocket Office" y fue liberado por Microsoft con el sistema operativo Pocket PC 2000 en abril de 2000. Esta versión fue de forma específicamente para la plataforma de hardware de Pocket PC, como la especificación de hardware de Microsoft Smartphone aún no había sido liberada. Consistió de Pocket Word, Pocket Excel y Pocket Outlook. Con actualizaciones constantes en versiones posteriores de Windows Mobile, Office Mobile se renombra como su nombre actual después de la publicación del sistema operativo Windows Mobile 5.0. Esta versión de Office Mobile también incluye PowerPoint Mobile para el primer tiempo. Acompañando a la versión de Microsoft OneNote 2007, una adición opcional nueva a la línea de programas de Office Mobile se lanzó como OneNote Mobile. Con la versión de Windows Mobile 6 Standard, Office Mobile se encuentra disponible para la plataforma de hardware de Smartphone, sin embargo, a diferencia de Office Mobile para las versiones Professional y Clássic de Windows Mobile, la creación de nuevos documentos no es una característica adicional. Una solución popular consiste en crear un nuevo documento en blanco en una versión de escritorio de oficina, lo sincronizar el dispositivo, editar y guardar en el dispositivo Windows Mobile.
En junio de 2007, Microsoft anunció una nueva versión de la suite de oficina, Office Mobile 2007. Se hizo disponible como "Office Mobile 6.1" el 26 de septiembre de 2007 como una actualización gratuita para la descarga actual de Windows Mobile 5.0 y 6 usuarios. Sin embargo, no es compatible con dispositivos de Windows Mobile 5.0 utilizando versiones compiladas anteriores 14847 "Office Mobile 6.1 actualización". También será una característica preinstalada en versiones posteriores en dispositivos con Windows Mobile 6. Office Mobile 6.1 es compatible con la especificación de Office Open XML como su contraparte del escritorio.
El 12 de agosto de 2009, se anunció que Office Mobile también se liberaría para Symbian OS como un común acuerdo entre Microsoft y Nokia.

## Programas

### Word Mobile
Word Mobile, originalmente llamado Pocket Word, se ha incluido con la suite Office Mobile desde la liberación de los Pocket PC en el año 2000. Se trata de un procesador de textos programa con funciones similares a su contraparte de escritorio, Microsoft Word. Word Mobile permite el formato básico de documentos Word Mobile y tiene la capacidad de guardar documentos en varios formatos, incluyendo formato RTF, en el formato DOC para leer en versiones de escritorio de Word y simple de archivos de texto de Microsoft. Si bien es posible abrir archivos PSW (Pocket Word) heredados de la versión actual de Word Mobile, dichos archivos deben guardarse como otro formato compatible. También permite Word Mobile para la inserción de imágenes, listas y tablas de documentos, sin embargo las imágenes deben agregarse en la versión de escritorio de Word y no se puede mover. Además, Word Mobile incluye un corrector ortográfico, herramienta de recuento de palabras y un comando de "buscar y reemplazar", notas al pie, notas al final, encabezados, pies de página, saltos de página, ciertas sangrías de listas y ciertas fuentes, mientras que no muestra ni puede insertarse mientras trabaja en un documento en Word Mobile.

### Excel Mobile
Como Word Mobile, Excel Mobile fue uno de los programas originales que incluyó Office Mobile en su versión. Es un programa de hoja de cálculo que es compatible con Microsoft Excel y puede crear, abrir, editar y guardar en formato de hoja de cálculo ".xls" de Microsoft. Excel Mobile permite formato de celdas, cálculos básicos de fórmulas y la creación de gráficos. Como un medio para tratar de la resolución de pantalla limitado, Excel Mobile también tiene la capacidad de utilizar un modo de pantalla completa. Además, admite el filtrado de datos y la división de paneles para ver las diferentes partes de una hoja de cálculo en un tiempo. Configuración de protección, configuración de zoom, configuración de auto-filtro, ciertos formatos del gráfico, las hojas ocultas y otras características no se admiten en Excel Mobile y se modificarán al abrir y guardar un libro.

### Outlook Mobile
Outlook Mobile es un Administrador de información personal. A diferencia del resto de la suite de Office Mobile, Outlook Mobile no consiste en una única aplicación en la plataforma Windows Mobile y en su lugar tiene varios programas separados:  mensajería, calendario, contactos y tareas. Sincroniza el correo electrónico, citas, contactos y tareas de la versión de escritorio de Outlook. Es compatible con el Calendario de Windows, Windows Mail y contactos de Windows. Outlook Mobile también es capaz de omitir la sincronización con su homólogo de escritorio, por interactuar directamente con Microsoft Exchange Server. Esta interacción directa permite una conexión permanente con el correo electrónico, conocida comúnmente como la inserción del correo electrónico.

#### Mensajería
La aplicación de mensajería para móviles de Outlook incluye las siguientes características:
- impulsar el correo electrónico utilizando Microsoft Exchange Server
- sincronización de carpetas de Microsoft Outlook
- SMS mensajería en teléfonos
- MMS mensajería en teléfonos
- soporte de Windows Live Hotmail
- apoyo de POP
- soporte IMAP
- apoyo de los datos adjuntos del correo electrónico
- apoyo de correo electrónico HTML
- búsqueda de Exchange

#### Calendario
La aplicación de la agenda de Outlook Mobile incluye las siguientes características:
- apoyo vCal
- vistas del programa, día, semana, mes, año y el calendario lunar
- apoyo de la categoría
- soporte de Microsoft Exchange Server
- recordatorios y alarmas

#### Contactos
La aplicación de contactos de Outlook Mobile incluye las siguientes características:
- apoyo de vCard
- apoyo de la categoría
- póngase en contacto con búsqueda
- búsqueda de Exchange
- póngase en contacto con fotos
- asignación de tonos para los contactos en teléfonos

#### Tareas
La aplicación de tareas de la de Outlook Mobile incluye las siguientes características:
- apoyo de la categoría
- estado de la prioridad de las tareas
- estado de la sensibilidad de las tareas
- avisos

### PowerPoint Mobile
PowerPoint Mobile se incluyó con el lanzamiento del sistema operativo Windows Mobile 5.0. Se trata de un programa de presentación capaz de leer los documentos de presentación de PowerPoint de Microsoft. A diferencia de Word y Excel Mobile, es capaz de crear o editar documentos nuevos. Aunque esencialmente sólo un PowerPoint Visor de PowerPoint Mobile, PowerPoint Mobile también permite una opción de zoom hacer frente a resolución de pantalla limitado.

### OneNote Mobile
Originalmente publicado con la versión beta de Microsoft Office 2007, OneNote Mobile es un programa de notetaking que se sincroniza con Microsoft OneNote. OneNote Mobile permite formato básico de texto, la inserción de medios de comunicación como fotografías o grabaciones de audio, la creación de listas y el uso de hipervínculos en documentos. fotografías y grabaciones de audio pueden tomar directamente desde dentro del programa con una cámara integrada y un micrófono, respectivamente.